# Mordella sydneyana
Mordella sydneyana là một loài bọ cánh cứng trong họ Mordellidae. Loài này được Blackb miêu tả khoa học năm 1893.